# Patrizia Adam
Patrizia Adam (* 1962) ist eine Schweizer Politikerin (CVP) und Kantonsrätin im Wahlkreis St. Gallen.

## Leben und Wirken
Adam wuchs in Wil SG auf und besuchte die Kantonsschule am Burggraben in St. Gallen. Nach dem Matura-Abschluss absolvierte sie ein Rechtsstudium an der Universität Freiburg, das sie mit einem Doktortitel abschloss. Seit 1990 ist sie als Juristin in einem Treuhandbüro tätig, seit 2000 amtet sie auch als Richterin: Von 2000 bis 2005 war sie nebenamtlich am kantonalen Versicherungsgericht tätig, ab 2005 war sie Ersatzrichterin am Kantonsgericht St. Gallen.
Ihre politische Karriere begann Adam mit ihrer Wahl ins St. Galler Stadtparlament im Jahr 2001. Am 25. November 2012 schaffte Adam die Wahl in den St. Galler Stadtrat; sie konnte überraschend mehr Wählerstimmen mobilisieren als der Kandidat der Sozialdemokraten. Bei den Stadtrat-Erneuerungswahlen im Jahr 2017 wurde Adam abgewählt. Adam sitzt zudem seit Juni 2016 im Kantonsrat St. Gallen.